# Glyphoglossus
Glyphoglossus – rodzaj płazów bezogonowych z podrodziny Microhylinae w rodzinie wąskopyskowatych (Microhylidae).

## Zasięg występowania
Rodzaj obejmuje gatunki występujące w południowo-wschodniej Azji.

## Systematyka

### Etymologia
- Glyphoglossus: gr. γλυφις gluphis, γλυφιδος gluphidos „karby, rowki”, od γλυφω gluphō „rzeźbić, drążyć”[9]; γλωσσα glōssa „język”[9].
- Calluella: rodzaj Callula[b] Günther, 1864; łac. przyrostek zdrabniający -ella[10][3]. Gatunek typowy: Megalophrys guttulata Blyth, 1856.
- Colpoglossus: gr. κολπος kolpos „zagłębienie, głąb”[11]; γλωσσα glōssa „język”. Gatunek typowy: Colpoglossus brooksi Boulenger, 1904.
- Dyscophina: rodzaj Dyscophus Grandidier, 1872; łac. przyrostek -ina „należący do, odnoszący się do, podobny”[12][5]. Gatunek typowy: Dyscophina volzi Van Kampen, 1905.
- Calliglutus: gr. καλος kalos „piękny”[13]; γλουτος gloutos „zad, pośladek”[6]. Gatunek typowy: Calliglutus smithi Barbour & Noble, 1916.

### Podział systematyczny
Do rodzaju należą następujące gatunki:
- Glyphoglossus brooksii (Boulenger, 1904)
- Glyphoglossus capsus (Das, Min, Hsu, Hertwig & Haas, 2014)
- Glyphoglossus flavus (Kiew, 1984)
- Glyphoglossus guttulatus (Blyth, 1856)
- Glyphoglossus huadianensis Zhang, Liu, Zhang, Hui, Xiao & Rao, 2021
- Glyphoglossus minutus (Das, Yaakob & Lim, 2004)
- Glyphoglossus molossus Günther, 1869
- Glyphoglossus smithi (Barbour & Noble, 1916)
- Glyphoglossus volzi (Van Kampen, 1905)
- Glyphoglossus yunnanensis (Boulenger, 1919)